# Ecumenismo
L'ecumenismo è un movimento fondato sulla base di riunire tutti i fedeli cristiani con quelli delle diverse chiese (come ortodossi, protestanti, cattolici ecc...) che hanno in comune la fede nella Trinità (Dio Padre, Dio Gesù Cristo e Dio Spirito Santo).
La parola deriva dal termine greco oikouméne, che indica in origine la parte abitata della Terra; la scelta indica come una sorta di indirizzo nella ricerca di una sempre più stretta collaborazione e comunione tra le varie chiese cristiane che abitano nel mondo.

## Divisioni della Chiesa nella storia
Anche se non sono mai mancati elementi di contrasto, dottrinali e pratici, già nelle primissime comunità (come testimoniano gli Atti degli Apostoli e alcune lettere di Paolo), le divisioni tra cristiani i cui effetti perdurano ancora oggi hanno avuto inizio dopo la morte di Gesù, intorno alle questioni di fondo sulla sua natura come vero Dio e vero uomo (vedi dottrine cristologiche dei primi secoli). In particolare, le Chiese ortodosse orientali (la siro-orientale e la copta, e in seguito l'armena e l'etiope) rifiutarono la definizione che fu data durante il Concilio di Calcedonia, nell'anno 451, secondo il quale la natura divina e la natura umana di Gesù sono unite ma restano distinte. Storicamente, a motivo del loro rifiuto del Concilio di Calcedonia, venivano chiamate "non calcedoniane", o precalcedoniane, anticalcedoniane, miafisite, e anche Chiese antiche orientali e orientali minori. La Chiesa d'Oriente si era già staccata in occasione del concilio di Efeso, nell'anno 431.
Le fratture più profonde in venti secoli di storia della Chiesa sono state il Grande Scisma tra Chiesa di Costantinopoli e Chiesa di Roma nel 1054 e la Riforma protestante a partire dal XVI secolo. Entrambe, da cause di natura politica e religiosa, hanno presto portato a una differenziazione in alcuni contenuti della fede, nonché nella diversa pratica della vita cristiana.
Vi è naturalmente un patrimonio di fede - corrispondente al periodo della Chiesa indivisa - ancora in comune tra le tre principali confessioni cristiane: il battesimo e, con diverse interpretazioni, l'eucaristia come sacramenti centrali per la salvezza; la fede nel Dio trinitario che si è rivelato a Israele e in maniera piena in Gesù Cristo; la centralità della Bibbia nella riflessione e nella vita cristiana, e così via.

## Movimento ecumenico

### Tappe principali del cammino ecumenico

#### Inizi
I primi vani tentativi di ristabilimento dell'unità dei cristiani risalgono ai concili di Lione (1274) e di Firenze (1439) in cui furono formulate proposte di riunificazione tra le Chiese di Oriente e di Occidente. Nel XIX secolo va ricordato un particolare impegno della Chiesa anglicana per individuare le basi comuni per la ricomposizione di un'unica grande Chiesa cristiana (Movimento di Oxford nel 1833 – Successive riunioni della Conferenza di Lambeth). L'inizio ufficiale viene generalmente fissato al 1910 in ambito protestante: durante la Conferenza mondiale delle società missionarie protestanti e anglicane dell'area anglo-americana e del Commonwealth a Edimburgo, le giovani Chiese avanzarono con forza profetica la richiesta ai missionari di predicare il Vangelo e non le divisioni tra le grandi confessioni storiche.

#### Periodo tra le due guerre
Quasi come una risposta a questa provocazione negli anni tra le due guerre mondiali nacquero diversi movimenti tra cui l'International Missionary Council (Consiglio missionario internazionale), il movimento Faith and Order (Fede e costituzione), il movimento Life and Work (Vita e azione, detto anche Cristianesimo pratico), che, sempre in ambito protestante, si proposero di favorire l'ecumenismo rispettivamente nei campi dell'evangelizzazione, in quelli teologico dottrinali e in quelli della vita pratica e delle problematiche sociali. Allo stesso periodo risalgono sia un'importante esperienza di dialogo tra la chiesa cattolica e quella anglicana, le conversazioni di Malines (1921-1925), che l'inizio di un movimento di accostamento dell'ortodossia alle Chiese protestanti.

#### Dopoguerra e il Consiglio ecumenico delle Chiese
Nel 1948, dopo la sosta forzata per la guerra, questi fermenti trovarono una prima realizzazione nella conferenza di Amsterdam, a cui parteciparono diverse chiese protestanti e ortodosse e durante la quale Faith and Order e Life and Work decisero formalmente di fondersi nel CEC (Consiglio ecumenico delle chiese), organismo che ha sede a Ginevra e promuove da allora periodiche Assemblee generali ogni 6-7 anni.
Oggi il CEC (che è noto anche come Consiglio mondiale delle Chiese e che – a seconda della lingua – viene identificato anche con diverse altre sigle come WCC, COE) include 349 Chiese: la maggior parte delle Chiese ortodosse, la Comunione anglicana, numerose Chiese protestanti, alcune battiste, molte luterane, metodiste e riformate, alcune Chiese pentecostali, alcune Vetero cattoliche e un vasto campione di Chiese indipendenti. Fra le tradizioni cristiane che non vi fanno parte come chiese membro, ci sono la Chiesa cattolica, la Chiesa avventista e l'Esercito della salvezza; tra queste però alcune partecipano ugualmente come semplici osservatrici o membri di commissioni. In particolare i cattolici sono membri effettivi della commissione teologica Fede e costituzione. Fino al 1960 l'atteggiamento ufficiale della Chiesa cattolica era stato di relativa chiusura nei confronti di tutto questo movimento. La decisa svolta impressa da papa Giovanni XXIII che indisse nel 1959 il Concilio Vaticano II e, nel 1960, istituì il Segretariato per l'unità dei cristiani era stata in realtà preparata da alcune personalità (Y.M. Congar, P. Couturier, il gruppo francese Gruppo di Dombes e altri), che avevano intessuto una rete di dialoghi bilaterali a livello locale che hanno avuto un forte influsso nella formazione del consenso ecumenico.

### Strutture e iniziative europee - KEK - CCEE - Comitato congiunto

#### Conferenza delle Chiese europee
La nascita di strutture ecumeniste a livello europeo risale all'epoca della guerra fredda, quando un gruppetto di chiese dell'Europa dell'Est e dell'Ovest cominciarono a concepire il progetto di far dialogare tra loro Chiese di paesi separati da sistemi politici, sociali ed economici molto diversi, con lo scopo di farle diventare strumento di pace e comprensione. I primi contatti risalgono alla metà degli anni cinquanta. L'organismo che nacque era una libera associazione di chiese (Conferenza delle Chiese europee (CEC o KEK)) e tenne la sua prima assemblea in Danimarca nel 1959. Da allora il KEK si è strutturato, ha adottato una costituzione, ed oggi rappresenta 125 tra le più importanti Chiese europee protestanti, ortodosse, anglicane e vetero-cattoliche.

#### CCEE e Comitato Congiunto
La Chiesa cattolica non ha aderito ma, dopo le aperture del Vaticano II, ha costituito una sua struttura episcopale europea (il Consiglio delle conferenze episcopali europee CCEE fondato nel 1971) tra i cui compiti principali vi è quello di promuovere la cooperazione ecumenista per restaurare l'unità dei cristiani. Fin dall'anno di fondazione il CCEE ha iniziato una stretta collaborazione con la KEK. Attualmente il Comitato congiunto CCEE-KEK, paritetico, si riunisce con periodicità annuale ed è l'organo più autorevole di collaborazione ecumenista europea. In particolare il Comitato indice incontri ecumenisti ed assemblee. Tra i numerosi incontri ecumenisti uno dei più importanti è stato quello che si è tenuto a Strasburgo, in Francia, dal 17 al 22 aprile 2001, sul tema "Io sono con voi tutti i giorni, fino alla fine del mondo" (Mt 28,20). In esso è stata firmata la Charta oecumenica, documento congiunto che detta le linee guida per la crescita della collaborazione tra le Chiese Cristiane in Europa. Le assemblee ecumeniche europee sono state tre:
- 1989 Basilea - Pace e giustizia
- 1997 Graz (Austria) - Riconciliazione. Dono di Dio, sorgente di vita nuova
- 2007 Sibiu (Romania) - La Luce di Cristo illumina tutti. Speranza di rinnovamento e unità in Europa)

Sul modello della KEK, in molte nazioni poi sono nate analoghe strutture di dialogo tra chiese cristiane nazionali, chiamate spesso Consigli nazionali delle chiese.

### Strutture e iniziative mondiali
Il movimento ecumenico espresso nelle attività del Consiglio Ecumenico delle Chiese è stato principalmente eurocentrico. Negli anni si sono sviluppate due iniziative che hanno tentato di investire tutte le parti del mondo, rivolgendosi anche a quelle chiese cristiane e a quelle aree geografiche che non hanno partecipato a questo percorso.
Il primo a nascere, inizialmente quasi in alternativa al CEC, è stato il movimento delle Christian World Communions (CWC) o Conference of Christian World Communions(CCWC) nel 1957. Il secondo è il Global Christian Forum (GCF) nato nel 2000 su auspicio del CEC. Oggi si tratta di due iniziative parallele, in entrambe le quali è presente la maggior parte delle chiese cristiane, a volte con gli stessi delegati. Entrambe sono riuscite a coinvolgere un numero altissimo di chiese in quanto hanno assunto obiettivi meno ambiziosi di quello del CEC: si è posto al centro il dialogo e la conoscenza reciproca lasciando in secondo piano la disponibilità a ridiscutere le proprie posizioni teologiche.

### Ecumenismo e Chiesa cattolica
Durante la prima fase del percorso ecumenico del CEC, la Santa Sede osservò con forte distacco lo svolgersi delle prime conferenze ecumeniche (da Losanna ad Edimburgo). Tra il clero vi furono alcune aperture finché nel 1928 la prima assemblea di Fede e Costituzione non offrì l'occasione per la promulgazione dell'enciclica Mortalium Animos con la quale Pio XI mise in guardia i cattolici contro “l'inganno” e il “gravissimo errore” che si celano sotto le parole “attraenti e carezzevoli” dei “cosiddetti pancristiani”.

#### Concilio ecumenico Vaticano II
Durante il concilio Vaticano II, iniziato da Giovanni XXIII e concluso nel 1965 sotto la presidenza di Paolo VI, furono invitati come "delegati fraterni" membri autorevoli delle Chiese separate, vennero annullate le reciproche scomuniche pronunciate nel Grande Scisma del 1054 tra la chiesa di Roma e quella di Costantinopoli; inoltre, uno dei nove decreti prodotti dal lavoro conciliare dei vescovi, assistiti dai consulenti teologici, è dedicato specificamente all'ecumenismo: Unitatis Redintegratio (Il ristabilimento dell'unità), del 21 novembre 1964.
Il decreto definisce il movimento ecumenico quale:
(Unitatis Redintegratio, 4)
Nel decreto vengono successivamente esposte le condizioni con cui si esercita l'azione ecumenista e i principi che la regolano: per promuovere l'unità dei cristiani è necessario intessere un dialogo costituito da desiderio di conoscere gli altri, senza precostituire falsi giudizi, e dalla stima reciproca. Sono perciò necessari
È dunque fondamentale e preliminare la corretta conoscenza reciproca che elimini errori e fraintendimenti, affinché siano ricercate

Perché tutti i cristiani percepiscano di condividere gli stessi valori, è indispensabile che 

#### Postconcilio
L'ecumenismo è da allora costantemente sostenuto dalla Chiesa cattolica, con numerosi incontri e dichiarazioni comuni.
Sotto il pontificato di Paolo VI iniziano gli incontri ufficiali tra leader religiosi di chiese separate. Il primo è lo storico incontro del gennaio 1964 con il patriarca di Costantinopoli Atenagora che porterà poi a deliberare l'abrogazione delle reciproche scomuniche. A questo seguiranno quelli con l'arcivescovo di Canterbury (1966), quello con il patriarca siro ortodosso d’Antiochia (1971) e quello con il patriarca della Chiesa ortodossa copta (1973).
Giovanni Paolo I ricevette pochi giorni dopo la sua elezione Nikodim Rotov, arcivescovo ortodosso di Leningrado e molto attivo nel dialogo ecumenico e interreligioso. Il suo pontificato però durò troppo poco perché potessero esserci ulteriori sviluppi.
Giovanni Paolo II nel 1988 trasformò il Segretariato per l'unità dei cristiani in Pontificio consiglio per l'unità dei cristiani (oggi Pontificio consiglio per la promozione dell'unità dei cristiani), promuovendo inoltre la redazione di una serie di documenti comuni con la Chiesa anglicana e luterana, nonché con diverse Chiese d'Oriente.
Nel 1995 scrisse sul tema dell'ecumenismo l'importante enciclica Ut Unum Sint.
Nel maggio 1999 visitò la Romania, nazione prevalentemente ortodossa, su un invito di Teotisto, capo spirituale della Chiesa ortodossa rumena. La domenica i due assistettero ciascuno a una celebrazione condotta dall'altro (una liturgia ortodossa e una messa cattolica, rispettivamente). Una folla di migliaia di persone assistette alle celebrazioni, tenute all'aperto.
Più complesso fu l'incontro, avvenuto ad Atene nel 2001, con l'arcivescovo Cristodulo, capo della chiesa ortodossa di Grecia. Cristodulo lesse al papa una lista di «13 offese», alla quale il papa rispose dicendo «qualora i figli e le figlie della Chiesa cattolica abbiano peccato in azioni od omissioni contro i loro fratelli e sorelle ortodossi, che il Signore ci accordi il perdono». Più tardi i due emisero una dichiarazione comune e recitarono insieme il Padre Nostro.
Benedetto XVI dichiarò l'ecumenismo tra i fini principali del suo pontificato. Tra le iniziative da lui volute si ricordano: la pubblicazione in russo del suo libro Introduzione al cristianesimo con un'introduzione del metropolita ortodosso di Smolensk e Kaliningrad, Cirillo, la presentazione della traduzione russa dell'enciclica Spe salvi condotta dal prorettore dell'Accademia teologica ortodossa Vladimir Shmalij.
Vanno inoltre ricordati i diversi incontri con Bartolomeo, patriarca di Costantinopoli, avvenuti sia in Turchia che a Roma. Su invito di Benedetto XVI, nel 2008 Bartolomeo partecipò all'apertura del Sinodo dei vescovi cattolici.
Molto significativi anche gli incontri, avvenuti sia a Roma (2009, 2012) che in Inghilterra (2010), tra Benedetto XVI e l'anglicano Rowan Williams, all'epoca arcivescovo di Canterbury.
Il pontificato di Francesco vede nuove aperture: l'incontro con il patriarca di Mosca Cirillo I (2016), quello con il presidente della Federazione Luterana Mondiale in occasione della cerimonia congiunta nel 500º anniversario della Riforma (2016), l'udienza a una delegazione della Conferenza internazionale dei vescovi veterocattolici dell’Unione di Utrecht (2014).

#### Postconcilio in Italia
In Italia, a livello nazionale, dal 1999 si tengono periodicamente dei convegni nazionali per l'ecumenismo tra rappresentanti cattolici, protestanti e ortodossi. In nota l'elenco e i temi trattati.
Durante il primo convegno si è giunti ad una formulazione comune del testo del Padre Nostro in italiano, che in seguito è stata adottata dal Sinodo della CELI come versione ufficiale della Chiesa Evangelica Luterana in Italia.
A livello locale sono numerose le diocesi che si sono dotate di strutture apposite intese a promuovere il dialogo con le altre confessioni cristiane. In alcune regioni ed in alcune diocesi, tra la Chiesa cattolica ed altre confessioni cristiane si sono creati organismi permanenti di collegamento chiamati in genere consigli delle Chiese cristiane.
Numerose inoltre sono diventate le occasioni di preghiera ecumenica in cui, sempre a livello locale, le singole chiese si incontrano; in alcune località sono nati addirittura luoghi di culto (le cappelle ecumeniche) usati per la preghiera di diverse confessioni.
Papa Francesco ha dato ulteriore impulso al dialogo avviando una serie di incontri tra pontefice e alcune chiese protestanti italiane.
Il 25 febbraio 2025 presso la chiesa Valdese di Roma è stata presentata la traduzione ecumenica del Nuovo Testamento, col videomessaggio di saluto di Matteo Zuppi, alla presenza di Gualtiero Bassetti e del vescovo ortodosso Dionysios Papavasileiou.

### Dialoghi e accordi bilaterali
Il processo di riavvicinamento delle chiese cristiane, oltre che nello stile multilaterale tipico del CEC, ha da sempre percorso anche la strada di accordi parziali tra singole chiese o gruppi di chiese, attraverso quelli che sono detti genericamente dialoghi. Tra l'enorme quantità di documenti prodotti, ricordiamo la Concordia di Leuenberg, la Comunione di Porvoo, la Dichiarazione di Balamand (Libano, 23 giugno 1993) in cui i Patriarcati ortodossi e la Chiesa cattolica hanno riconosciuto la validità del battesimo, celebrato dalle rispettive confessioni, e due documenti di accordo tra cattolici e luterani: la Dichiarazione congiunta sulla dottrina della giustificazione del 1999 e Dal conflitto alla comunione del 2013. Con questo metodo lavorano anche le Christian World Communions.